# Ирвин, Терри
Тере́за Пенело́па «Те́рри» И́рвин (англ. Theresa Penelope «Terri» Irwin), урождённая — Рейнс (англ. Raines; 20 июля 1964, Юджин, Орегон, США) — австралийская натуралистка и писательница, владелица Зоопарка Австралии.

## Биография
Тереза Пенелопа Рейнс (имя Терри при рождении) родилась 20 июля 1964 года в Юджине (штат Орегон, США), став младшей из троих дочерей в семье бизнесменов Клэренса и Джуди Рейнс.
Во время работы в семейном бизнесе в 1986 году, она вошла в состав участников реабилитационного центра для животных под названием «Cougar Country».

## Карьера
Она присоединилась к чрезвычайной ветеринарной больнице в 1989 году в качестве ветеринарного техника, чтобы получить дополнительные знания по уходу и поддержке всех видов животных.
В 1991 году она отправилась в турне по Австралии для реабилитации диких животных, где она познакомилась со своим будущим мужем.
В 2007—2008 года Терри появилась в двух выпусках «The Ellen DeGeneres Show».

## Личная жизнь
В 1992—2006 годах Терри была замужем за натуралистом и телеведущим Стивом Ирвином (1962—2006). Стив трагически погиб во время съемок очередной передачи. У супругов двое детей: дочь Бинди Сью Ирвин (род.24.07.1998) и сын Роберт Клэренс Ирвин (род.01.12.2003).